# ذرة شامية
الذُّرةُ الشامية أو الذرة الصفراء أو الذرة المصرية أو الذرة الإسبانية أو عَيْش الريف أو حِنْطَة الجِرْذَان الشائعة باسم الذُرة، هي نوع من النباتات، من فصيلة النجيلية، وتعد ثالث أهم المحاصيل في العالم بعد القمح والأرز، وموطنها الأصلي هو جنوب المكسيك وغواتيمالا، واستعملها الهنود الحمر مصدرًا للدقيق، ثم نشرها المستعمرون الأوروبيون في أنحاء العالم القديم، كما تعد الذرة أهم محصول في الولايات المتحدة، ومن أهم الدول المنتجة له إضافة إلى الولايات المتحدة: الصين، والبرازيل، والمكسيك والأرجنتين، والهند، وفرنسا، وإندونيسيا.

## الوصف النباتي

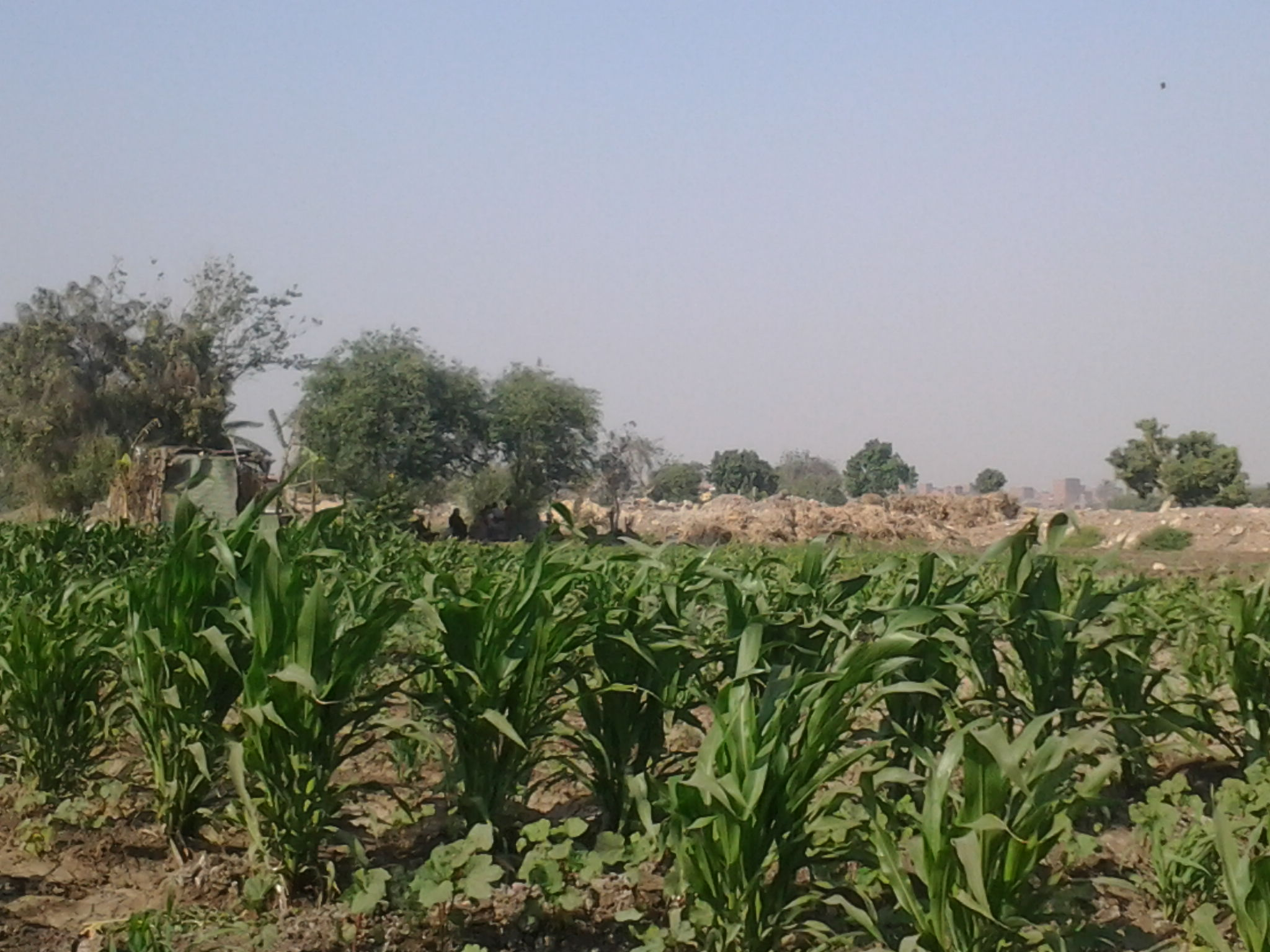
حقول نبات الذرة

الذرة نبات نجيلي حولي يصل ارتفاعه إلى أكثر من مترين، وهي نبات أحادي المسكن له أزهار ذكرية وأنثوية منفصلة، وتُحمل الأزهار الذكرية في نورات على قمة النبات بينما تظهر الأزهار الأنثوية عند إبط الأوراق، ويحمل هذا النبات عادة ما بين كوز واحد إلى ثلاثة كيزان، وغالباً كوز واحد فقط.

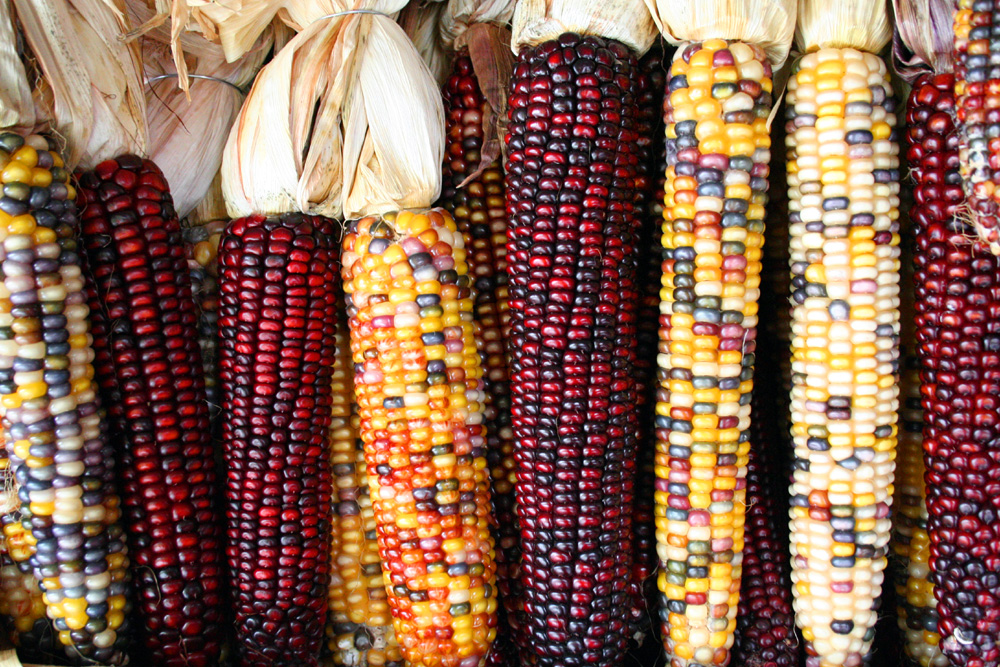
عرانيس ذرة متنوعة

## فئات الذرة
يمكن تقسيم الذرة نباتيا إلى تحت أنواع أو أنوعة ــ جمع نويع ــ أو طرز:
- الذرة المنغوزة: (بالإنجليزية: Dent corn)‏ هي الأكثر زراعة من بين كل فئات الذرة وتستعمل للأعلاف.
- ذرة الدقيق. (بالإنجليزية: Flour corn)‏ (باللاتينية: Zea maays 	amylaceae)
- الذرة السكرية: (بالإنجليزية: Sweet corn)‏ تحتوي على نسبة عالية من السكر، ويمكن أن تؤكل مسلوقة أو نيئة مع السلطة.
- الذرة الصوانية (فلينت). (بالإنجليزية: Flint corn)‏ (باللاتينية: Zea mays 	indurate)

تركيب بذرة الذرة

نباتات ذرة منغوزة في حقل في كندا.

- الذرة الشمعية. (بالإنجليزية: Waxy corn)‏ (باللاتينية: Zea mays ceretina)
- ذرة البوشار. (بالإنجليزية: Popcorn)‏
- الذرة المغلفة. (بالإنجليزية: Pod corn)‏ (باللاتينية: Zea mays var. ceratina)
- الذرة المخططة. (باللاتينية: Zea mays var. japonica)

## زراعةالذرة

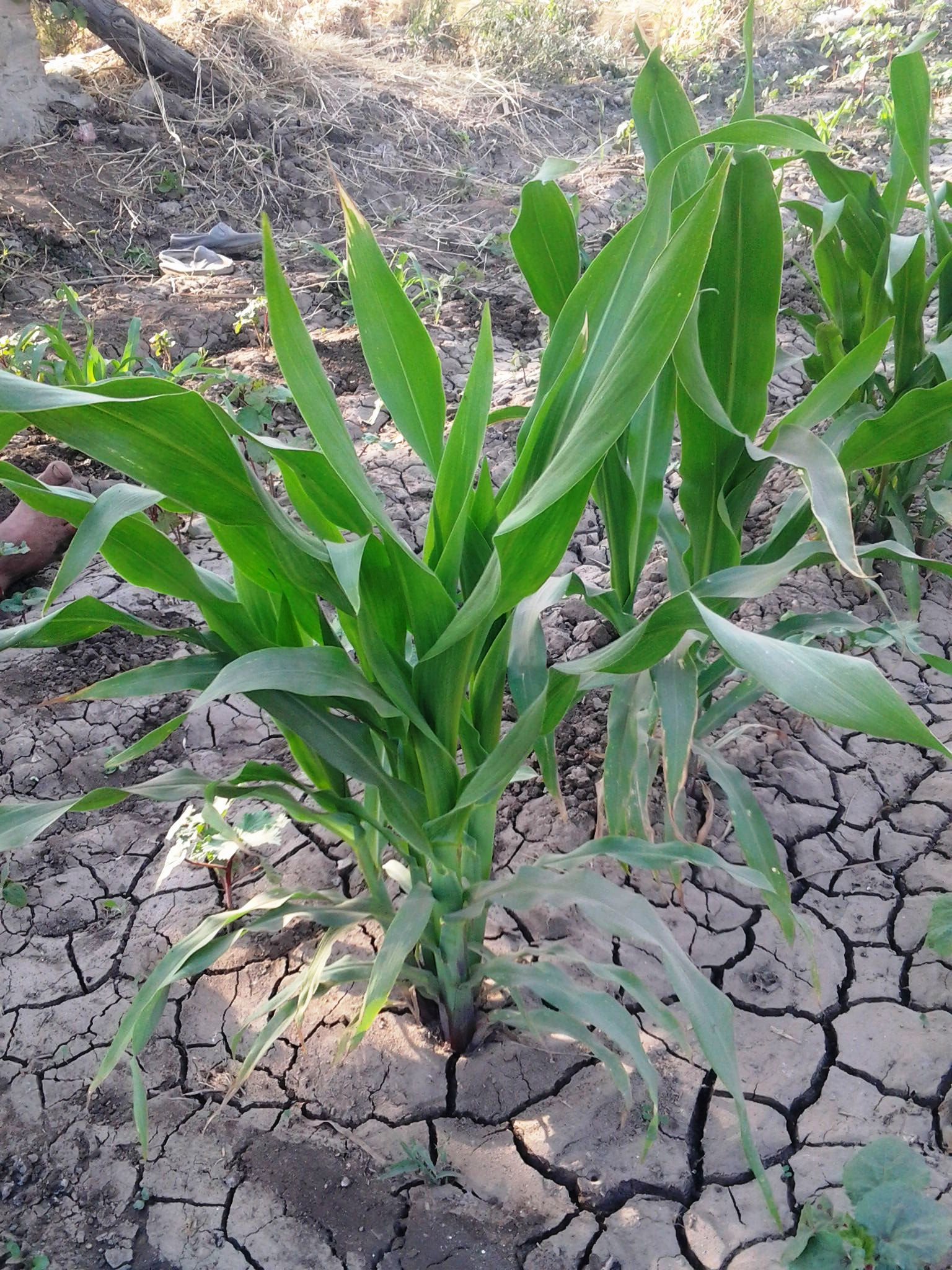
نبات الذرة.

يحتاج محصول الذرة لكي ينمو بشكل سليم إلى جو مشمس كليا وحار بعض الشيء، ويجب أن تكون التربة جيّدة الصرف ــ وعادة تُستعمل الأسمدة العضوية من أجل جعل التربة كذلك ــ، وتُزرع حبوب الذرة في سطور (أثلام) على عمق 3 سم تحت التراب ويجب أن تكون المسافة بين كل حبّة حوالي 10 سم، وتزرع الذرة عادة في أوائل الربيع (بعد انقضاء خطر الصقيع) وتحتاج إلى 90 يوما تقريبا لكي تصبح قابلة للحصاد، ولكن إذا كان الطقس في المنطقة التي يعيش فيها الزارع لا يستمر مشمسا وحارا لمدة 90 يوما فعليه حينها أن يبحث عن أصناف سريعة النمو يجدها عند البائع، وعلى سبيل المعرفة تحتاج أصناف الذرة سريعة النمو إلى 70 لتنضج وهي أكثر قابليّة على مقاومة البرودة، وبعد انبثاق بادرات الذرة من تحت الأرض تُمْهَدُ الأرض بمواد عضوية كأوراق الأشجار مثلا، وهذا يساعد على بقاء التربة رطبة (وليس على الزارع إلا أن يضع تلك المواد على التراب تحت النباتات)، ويُضاف السماد العضوي أربع مرات في مراحل نمو الذرة، ويُضاف في المرة الأولى قبل زراعة البذور أو الشتلات ثم يضاف مرة أخرى عند بلوغ الشتلات ارتفاع 25 سم ثم عند بلوغها ارتفاع 45 سم ثم عند ظهور كيزان الذرة، وتُحصد أكواز الذرة عندما يصبح لون غلافها الخارجي أخضر غامق، وعند معظم الأصناف يكون هذا بعد 20 يوما من ظهور شعيرات كوز الذرة.
يتراوح إنتاج الدونم الواحد بين 1500:400 كغم في الدونم (يبلغ الدونم 2500 م²)، ويعتمد الإنتاج على المناخ والتربة ومقدار الماء ونوع الزراعة.

## استعمالات الذرة
- علف للحيوانات.
- دقيق الذرة: يمكن تحويل الذرة إلى طحين بعد جنيها وتجفيفها ثم طحنها.
- نشاء الذرة.
- زيت الذرة.
- إنتاج الوقود الحيوي.
- استعمالات صناعية. أصبحت الذرة تستخدم في أغراض مستحدثة كبديل للبلاستيك في قطع غيار السيارات.
- : المنتجات الغذائية  1. _الذرة الصفراء_: تستخدم كغذاء للإنسان والحيوان.  2. _الذرة البيضاء_: تستخدم كغذاء للإنسان والحيوان.  3. _الذرة المجففة_: تستخدم كغذاء للإنسان والحيوان.  4. _الذرة المقلية_: تستخدم كغذاء للإنسان.  5. _السكر_: يستخدم في صناعة السكر والغذاء.  6. _الشراب_: يستخدم في صناعة المشروبات والغذاء.  7. _الدقيق_: يستخدم في صناعة الخبز والمعكرونة والكيك.  8. _الردة_: تستخدم في صناعة الأطعمة والمشروبات.  المنتجات النشوية  1. _النشا_: يستخدم في صناعة الأطعمة والمشروبات والصناعات الكيميائية.  2. _النشا المعدل_: يستخدم في صناعة الأطعمة المعدلة جينيًا.  3. _النشا المقاوم_: يستخدم في صناعة الأطعمة والمشروبات.  4. _النشا الهيدروجيني_: يستخدم في صناعة الأطعمة والمشروبات.  المنتجات الجلوتينية  1. _الجلوتين_: يستخدم في صناعة الخبز والمعكرونة والكيك.  2. _الجلوتفيد_: يستخدم في صناعة الأطعمة والمشروبات.  3. _الجلوتين المعدل_: يستخدم في صناعة الأطعمة المعدلة جينيًا.  4. _الجلوتين المقاوم_: يستخدم في صناعة الأطعمة والمشروبات.  المنتجات البروتينية  1. _البروتين النباتي_: يستخدم في صناعة الأطعمة والمشروبات.  2. _البروتين المعدل_: يستخدم في صناعة الأطعمة المعدلة جينيًا.  3. _البروتين المقاوم_: يستخدم في صناعة الأطعمة والمشروبات.  4. _البروتين الهيدروجيني_: يستخدم في صناعة الأطعمة والمشروبات.  المنتجات الأخرى  1. _عيدان الذرة الخضراء_: تستخدم في عمل سيلاج الذرة، وهو نوع من العلف الخشن للمواشي.  2. _عيدان الذرة الجافة_: تستخدم كعلف خشن (تبن) للمواشي.  3. _القش_: يستخدم في صناعة الورق والكارتون.  4. _الزيت_: يستخدم في صناعة الطهي والصناعات الكيميائية.  5. _الدهن_: يستخدم في صناعة الطهي والصناعات الكيميائية.

## حشرات الذرة
- حفار الذرة الأوروبي.
- دودة جذور الذرة الغربية.
- دودة جذور الذرة الشمالية.
- دودة جذور الذرة المكسيكية.
- حفار ساق الذرة.
- مَن أوراق الذرة.
- دودة كيزان الذرة.

حفار الذرة الأوربي هو من أشد الآفات التي تصيب الذرة مما يسبب خسائر كبيرة للمحصول، لذا فقد أولت أبحاث الجامعات ومراكز البحوث الزراعية في الدول المتقدمة مثل الولايات المتحدة في تطوير الذرة المعدلة وراثيا وذلك بنقل المورثة المسؤولة عن سم بكتريا باسيلس ثورنجينسيس المعروفة بـ بي تي (باللاتينية: Bt) لنبات الذرة لإكسابه مقاومة وراثية للآفات التي تصيب الذرة، وحاليا هناك مساحة كبيرة بالذرة المعدلة وراثيا تزرع على نطاق واسع تجاريا في الولايات المتحدة والبرازيل والأرجنتين وجنوب أفريقيا وكندا والفلبين وإسبانيا والمكسيك والصين والهند وغيرها.

## أمراض الذرة
- صدأ الذرة.
- البياض الزغبي.
- عفن ساق الذرة.
- عفن كوز الذرة.

## المعلومات الغذائية
يحتوي كل 100 جرام من الذرة بحسب وزارة الزراعة الأميركية على المعلومات الغذائية التالية:
- السعرات الحرارية: 86
- الدهون: 1.35
- الكربوهيدرات: 18.7
- الألياف: 2
- السكر: 6.26
- البروتينات: 3.27

## مقارنة بين أهم الأغذية الأساسية
| المحصول:                            | ذرة [A] | أرز [B] | قمح [C] | بطاطا [D] | بفرة [E] | فول الصويا (خضراء) [F] | بطاطا حلوة [G] | سورغم [H] | يام [Y] | موز الجنة [Z] |
| ----------------------------------- | ------- | ------- | ------- | --------- | -------- | ---------------------- | -------------- | --------- | ------- | ------------- |
| العنصر (في كل 100غرام)              | الكمية  | الكمية  | الكمية  | الكمية    | الكمية   | الكمية                 | الكمية         | الكمية    | الكمية  | الكمية        |
| ماء (غرام)                          | 10      | 12      | 13      | 79        | 60       | 68                     | 77             | 9         | 70      | 65            |
| طاقة (كيلو جول)                     | 1528    | 1528    | 1369    | 322       | 670      | 615                    | 360            | 1419      | 494     | 511           |
| بروتين (غرام)                       | 9.4     | 7.1     | 12.6    | 2.0       | 1.4      | 13.0                   | 1.6            | 11.3      | 1.5     | 1.3           |
| دهون (غرام)                         | 4.74    | 0.66    | 1.54    | 0.09      | 0.28     | 6.8                    | 0.05           | 3.3       | 0.17    | 0.37          |
| كربوهيدرات (غرام)                   | 74      | 80      | 71      | 17        | 38       | 11                     | 20             | 75        | 28      | 32            |
| ألياف (غرام)                        | 7.3     | 1.3     | 12.2    | 2.2       | 1.8      | 4.2                    | 3              | 6.3       | 4.1     | 2.3           |
| سكر (غرام)                          | 0.64    | 0.12    | 0.41    | 0.78      | 1.7      | 0                      | 4.18           | 0         | 0.5     | 15            |
| كالسيوم (ملغرام)                    | 7       | 28      | 29      | 12        | 16       | 197                    | 30             | 28        | 17      | 3             |
| حديد(ملغرام)                        | 2.71    | 0.8     | 3.19    | 0.78      | 0.27     | 3.55                   | 0.61           | 4.4       | 0.54    | 0.6           |
| مغنيسيوم (ملغرام)                   | 127     | 25      | 126     | 23        | 21       | 65                     | 25             | 0         | 21      | 37            |
| فوسفور (ملغرام)                     | 210     | 115     | 288     | 57        | 27       | 194                    | 47             | 287       | 55      | 34            |
| بوتاسيوم (ملغرام)                   | 287     | 115     | 363     | 421       | 271      | 620                    | 337            | 350       | 816     | 499           |
| صوديوم (ملغرام)                     | 35      | 5       | 2       | 6         | 14       | 15                     | 55             | 6         | 9       | 4             |
| زنك (ملغرام)                        | 2.21    | 1.09    | 2.65    | 0.29      | 0.34     | 0.99                   | 0.3            | 0         | 0.24    | 0.14          |
| نحاس (ملغرام)                       | 0.31    | 0.22    | 0.43    | 0.11      | 0.10     | 0.13                   | 0.15           | -         | 0.18    | 0.08          |
| منغنيز (ملغرام)                     | 0.49    | 1.09    | 3.99    | 0.15      | 0.38     | 0.55                   | 0.26           | -         | 0.40    | -             |
| سيلينيوم (ميكروغرام)                | 15.5    | 15.1    | 70.7    | 0.3       | 0.7      | 1.5                    | 0.6            | 0         | 0.7     | 1.5           |
| فيتامين C (ملغرام)                  | 0       | 0       | 0       | 19.7      | 20.6     | 29                     | 2.4            | 0         | 17.1    | 18.4          |
| ثيامين (ملغرام)                     | 0.39    | 0.07    | 0.30    | 0.08      | 0.09     | 0.44                   | 0.08           | 0.24      | 0.11    | 0.05          |
| ريبوفلافين (ملغرام)                 | 0.20    | 0.05    | 0.12    | 0.03      | 0.05     | 0.18                   | 0.06           | 0.14      | 0.03    | 0.05          |
| نياسين (ملغرام)                     | 3.63    | 1.6     | 5.46    | 1.05      | 0.85     | 1.65                   | 0.56           | 2.93      | 0.55    | 0.69          |
| حمض البانتوثنيك (ملغرام)            | 0.42    | 1.01    | 0.95    | 0.30      | 0.11     | 0.15                   | 0.80           | -         | 0.31    | 0.26          |
| فيتامين B6 (ملغرام)                 | 0.62    | 0.16    | 0.3     | 0.30      | 0.09     | 0.07                   | 0.21           | -         | 0.29    | 0.30          |
| حمض الفوليك الإجمالي (ميكروغرام)    | 19      | 8       | 38      | 16        | 27       | 165                    | 11             | 0         | 23      | 22            |
| فيتامين A (وحدة دولية)              | 214     | 0       | 9       | 2         | 13       | 180                    | 14187          | 0         | 138     | 1127          |
| فيتامين E، ألفا توكوفيرول (ملغرام)  | 0.49    | 0.11    | 1.01    | 0.01      | 0.19     | 0                      | 0.26           | 0         | 0.39    | 0.14          |
| فيتامين K1 (ميكروغرام)              | 0.3     | 0.1     | 1.9     | 1.9       | 1.9      | 0                      | 1.8            | 0         | 2.6     | 0.7           |
| بيتا-كاروتين (ميكروغرام)            | 97      | 0       | 5       | 1         | 8        | 0                      | 8509           | 0         | 83      | 457           |
| لوتين+زياكسانثين (ميكروغرام)        | 1355    | 0       | 220     | 8         | 0        | 0                      | 0              | 0         | 0       | 30            |
| أحماض دهنية مشبعة (غرام)            | 0.67    | 0.18    | 0.26    | 0.03      | 0.07     | 0.79                   | 0.02           | 0.46      | 0.04    | 0.14          |
| أحماض دهنية غير مشبعة احادية (غرام) | 1.25    | 0.21    | 0.2     | 0.00      | 0.08     | 1.28                   | 0.00           | 0.99      | 0.01    | 0.03          |
| أحماض دهنية غير مشبعة متعددة (غرام) | 2.16    | 0.18    | 0.63    | 0.04      | 0.05     | 3.20                   | 0.01           | 1.37      | 0.08    | 0.07          |

| A ذرة، صفراء                |  |  |  |  |  |  |  |  | B أرز، أبيض، طويل الحبة،عادي، خام، غير مدعم |
| C قمح، شتوي أحمر صلب        |  |  |  |  |  |  |  |  | D بطاطا، كاملة بالقشور، خام                 |
| E بفرة، خام                 |  |  |  |  |  |  |  |  | F فول الصويا، خضراء، خام                    |
| G بطاطا حلوة، خام، غير معدة |  |  |  |  |  |  |  |  | H سورغم، خام                                |
| Y يام، خام                  |  |  |  |  |  |  |  |  | Z موز الجنة، خام                            |

## وصلات خارجية
- معلومات غذائية عن الذرة